# پبل (ساعت مچی)

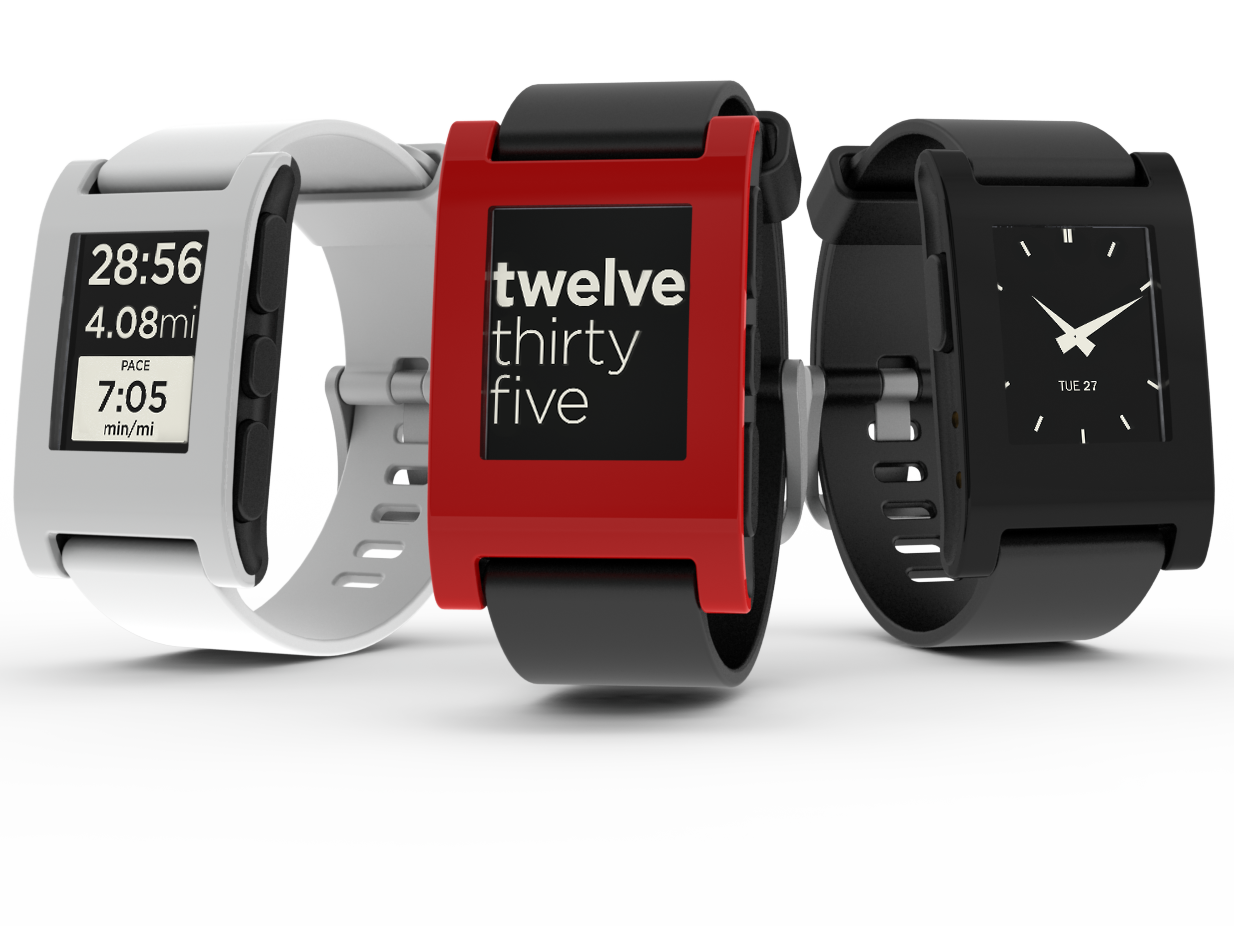
ساعت هوشمند پبل

پبل (به انگلیسی: Pebble) یک ساعت هوشمند است که در سال ۲۰۱۳ توسط شرکت پبل تکنولوژی توسعه یافته و به فروش رسیده‌است.

## مشخصات
- مجهز به سیستم‌عامل پبل اواس و قابلیت برقرای ارتباط با دستگاه‌های اندروید و آی‌اواس توسط بلوتوث ۲٫۱
- صفحه نمایش ۱٫۲۶ اینچی ال سی دی ۱۴۴ در ۱۶۸ پیکسل تولید شده توسط شارپ[۱] با نور پس‌زمینه
- موتور لرزاننده
- سنسور نور محیط
- شتاب‌سنج ۳ محوره[۲][۳][۴][۵][۶]
- ورودی ۴ دکمه
- شارژ از طریق USB

این ساعت هوشمند به دوربین مجهز نیست.